# 주앙 노노 폰세카
주앙 누노 폰세카(João Nuno Fonseca, 1989년 6월 1일 ~ )은 포르투갈의 축구 코치다.